# Nova (stolica tytularna)
Nova (łac. Diocesis Novensis) – stolica historycznej diecezji w Cesarstwie rzymskim w prowincji Afryka Prokonsularna, sufragania metropolii Kartagina. Współcześnie w Tunezji. Obecnie katolickie biskupstwo tytularne.

## Biskupi tytularni
| Lp. | Biskup                    | Funkcja                                       | Od                | Do                  |
| --- | ------------------------- | --------------------------------------------- | ----------------- | ------------------- |
| 1   | Maurice Perrin            | delegat apostolski                            | 9 lipca 1964      | 2 sierpnia 1965     |
| 2   | Francis John Spence       | biskup pomocniczy Ordynariatu Polowego Kanady | 1 kwietnia 1967   | 17 sierpnia 1970    |
| 3   | Johannes Kleineidam       | biskup pomocniczy Berlina (Niemcy)            | 12 września 1970  | 2 czerwca 1981      |
| 4   | Lajos Bálint              | biskup pomocniczy Alba Iulia (Rumunia)        | 9 lipca 1981      | 14 marca 1990       |
| 5   | Mario Moronta             | biskup pomocniczy Caracas (Wenezuela)         | 4 kwietnia 1990   | 2 grudnia 1995      |
| 6   | Luigi De Magistris        | urzędnik Kurii Rzymskiej                      | 6 marca 1996      | 14 lutego 2015      |
| 7   | Juan Carlos Cárdenas Toro | biskup pomocniczy Cali (Kolumbia)             | 26 czerwca 2015   | 1 października 2020 |
| 8   | Jacek Grzybowski          | biskup pomocniczy warszawsko-praski           | 26 listopada 2020 |                     |